# Vostokkysten
Vostokkysten (do 1974 Wostok-kysten) – wybrzeże położone w południowej oraz południowo-wschodniej części Wyspy Piotra I, pomiędzy lodowcem Zavodovskijbreen a zatoką Kiwibukta. Ma około 14 km długości. Jego nazwa pochodzi od statku ekspedycyjnego „Wostok”, który wraz z okrętem „Mirnyj” brał udział w pierwszej rosyjskiej ekspedycji antarktycznej w latach 1819-21. 